# Contea di Montgomery (Tennessee)
La contea di Montgomery in inglese Montgomery County è una contea dello Stato del Tennessee, negli Stati Uniti. La popolazione al censimento del 2000 era di 134 768 abitanti. Il capoluogo di contea è Clarksville.